# آیوی‌بریج
latitudeآیوی‌بریجlongitudeآیوی‌بریج
آیوی‌بریج (به انگلیسی: Ivybridge) یک شهرک در بریتانیا است که در انگلستان واقع شده‌است.

## نگارخانه

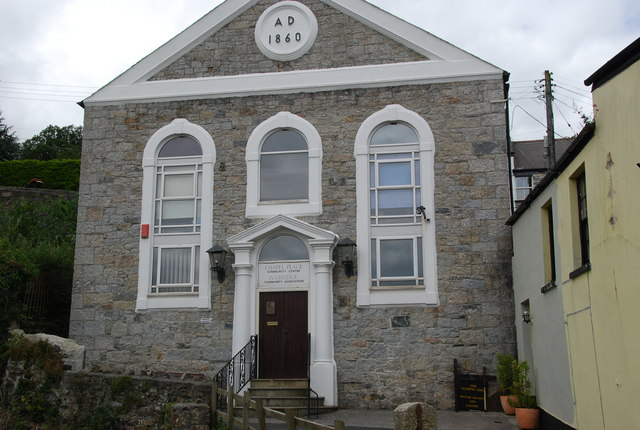
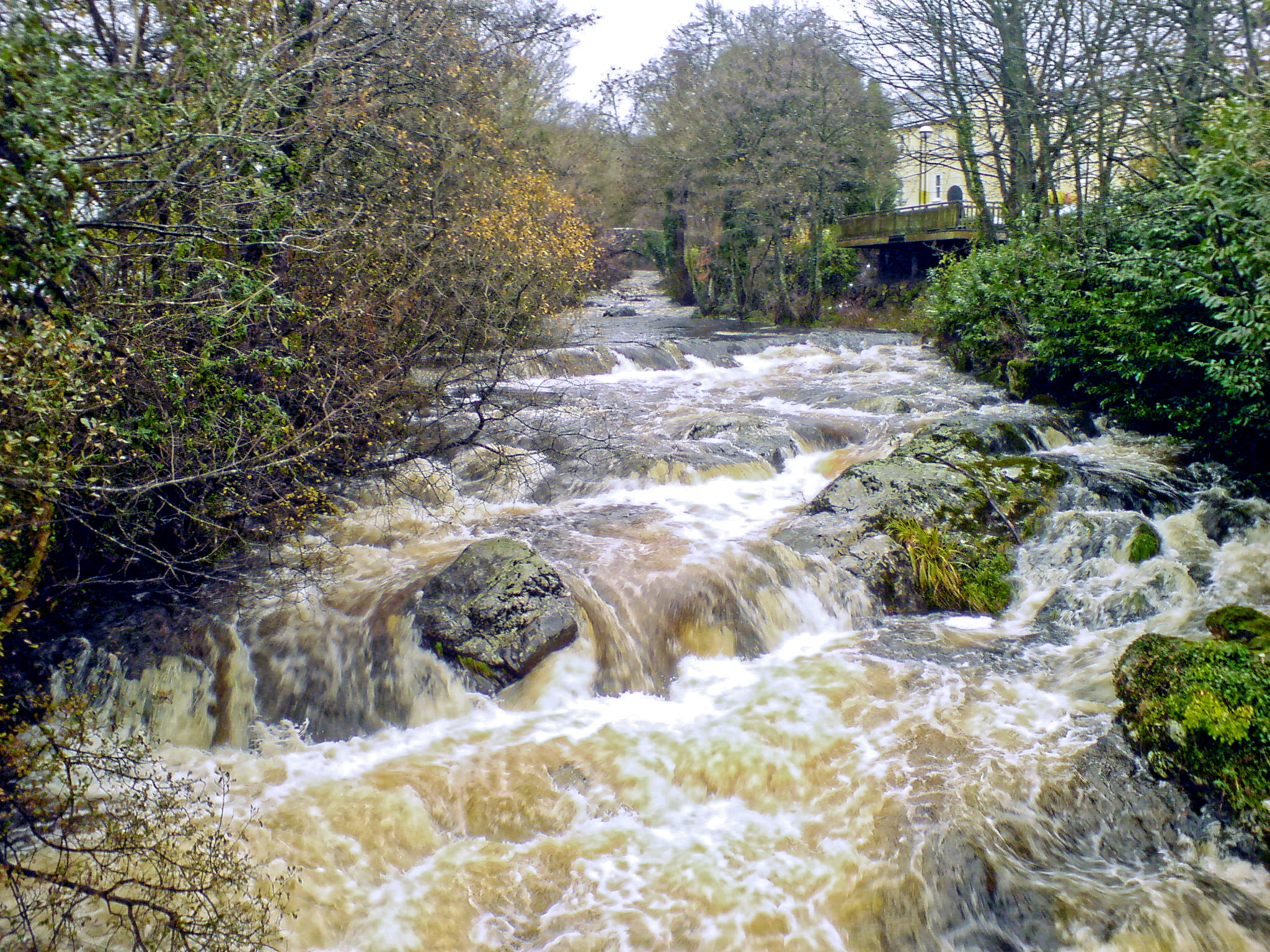
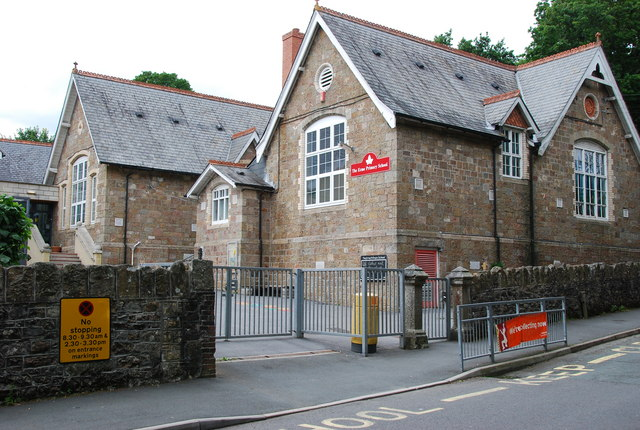
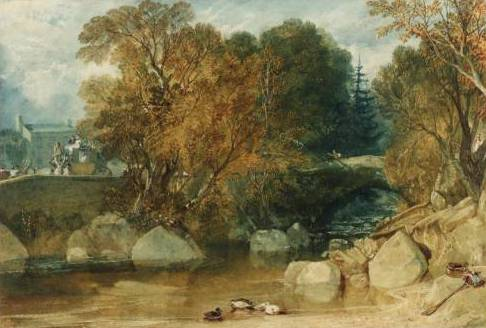
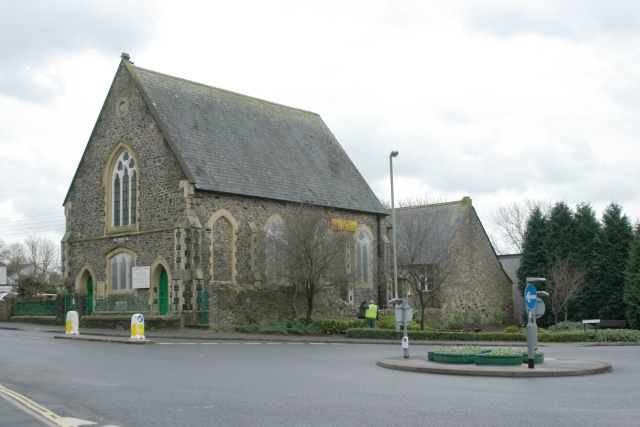
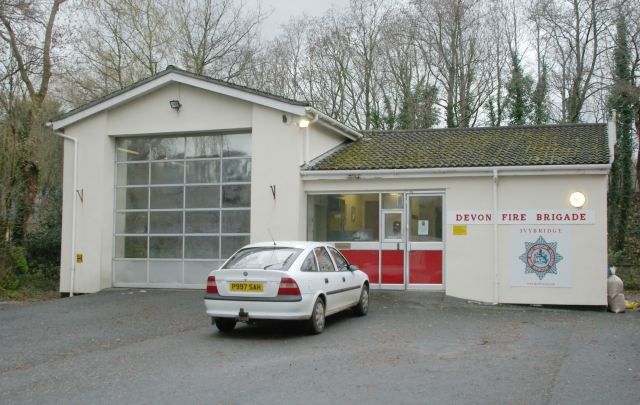
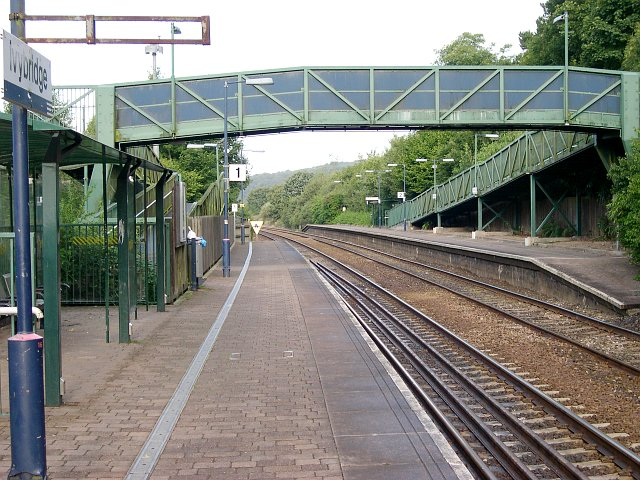
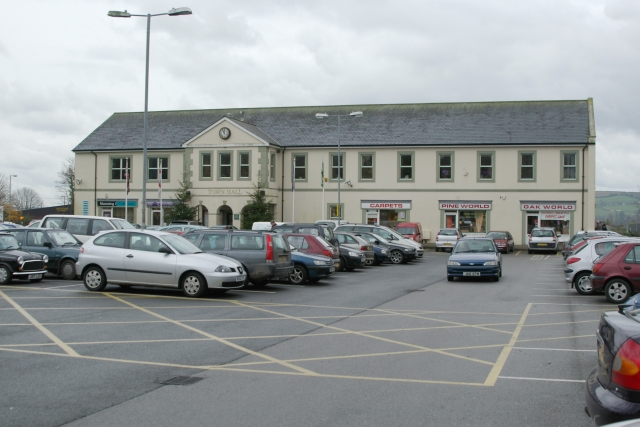
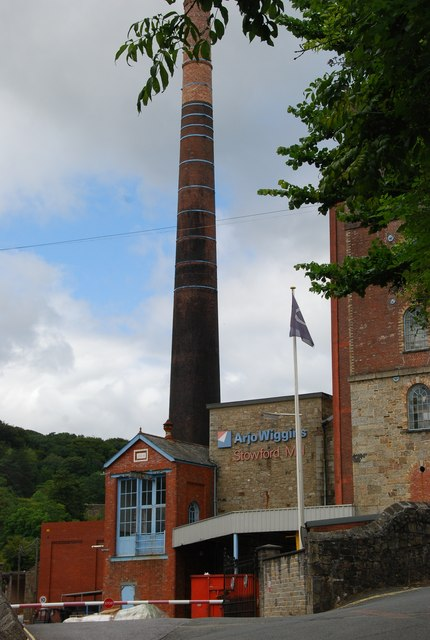
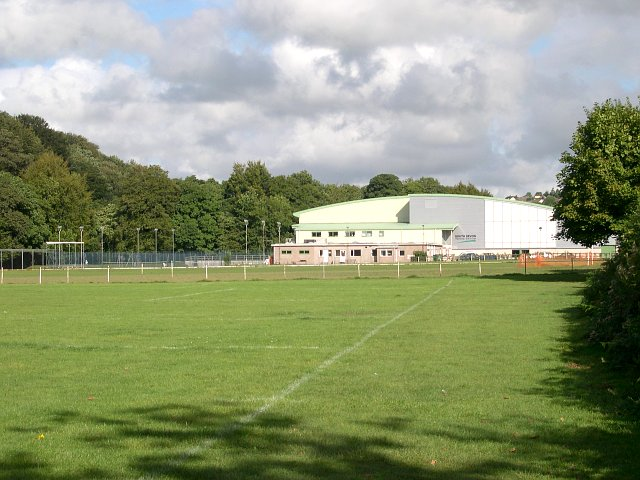

## خصوصیات
آیوی‌بریج ۱۱٬۸۵۱ نفر جمعیت دارد.